# Riedenburg

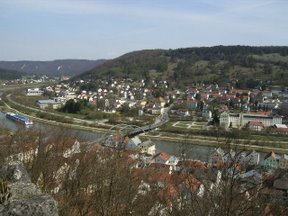
Riedenburg

Riedenburg este un oraș din landul Bavaria, Germania.
Se află în Valea Altmühl; lângă Altmühl; și la o altitudine de 360 m deasupra nivelului mării. Are o suprafață de 100,64 km² și 100,3 km². Populația este de 6.030 locuitori, determinată în 30 septembrie 2019, prin actualizare statistică[*].